# Fleance
Fleance – fikcyjna postać występująca w sztuce Makbet autorstwa Williama Shakespeare’a.

## Rola w sztuce
Fleance był synem Banka, który, podobnie jak Makbet, należał do zaufanych rycerzy króla Dunkana. Ze względu na przepowiednię Trzech Wiedźm, które stwierdziły, że potomkowie Banqua zostaną osadzeni na tronie, Makbet podjął decyzję o zabiciu zarówno Fleance’a, jak i jego ojca (akt trzeci, scena trzecia). Młodzieńcowi udało się jednak uniknąć śmierci.
Przypuszcza się, że ze względu na to, że wszystkie inne przepowiednie wiedźm się spełniły, on lub jego krewni powrócili, aby władać Szkocją, nie ma jednak na to dowodów w tekście.